# Legile lui Newton

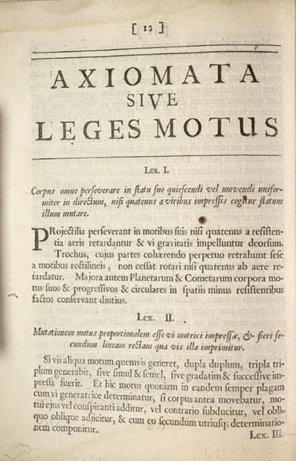
Primele două legi ale lui Newton, în latină, în ediția originală din 1687 a lucrării Principia Mathematica.

Legile lui Newton (sau principiile fundamentale ale mecanicii) sunt trei legi ale fizicii care dau o relație directă între forțele care acționează asupra unui corp și mișcarea acelui corp. Ele au fost enunțate de Sir Isaac Newton (bazat și pe studiile lui Galilei) în lucrarea sa Philosophiae Naturalis Principia Mathematica (1687). Aceste legi formează baza mecanicii clasice.
Newton însuși le-a folosit pentru a explica multe rezultate privind mișcarea obiectelor fizice. În al treilea volum al textului, a arătat că aceste legi ale mișcării, combinate cu legea atracției universale, explică legile lui Kepler privind mișcarea planetelor.
Aceste principii sunt suficiente pentru a explica toate mișcările mecanicii clasice, adică mișcările care se desfășoară cu viteze mult mai mici decât viteza luminii în vid (3·108 m/s).
Dacă vitezele punctelor materiale se apropie de această viteză, atunci mișcările lor se supun principiilor relativității restrânse ale lui Einstein.

## Principiul I al mecanicii
Principiul I al mecanicii sau principiul inerției a fost formulat pentru prima dată de Galilei și este cunoscut sub forma:
Orice corp își menține starea de repaus sau de mișcare rectilinie uniformă atât timp cât asupra sa nu acționează alte forțe sau suma forțelor care acționează asupra sa este nulă.
Principiul inerției introduce noțiunea de forță.
Forța este o mărime vectorială prin care un corp acționează asupra altuia, transmițând mișcarea mecanică.
De transmiterea interacțiunilor mecanice sunt răspunzătoare și câmpurile de forțe.
Conform acestui principiu, rezultanta egală cu zero a unui număr oarecare de forțe este echivalentă cu inexistența forței.
Mișcarea unui corp asupra căruia acționează mai multe forțe a căror rezultantă este nulă sau asupra căruia nu acționează nicio forță se numește mișcare inerțială.
Deoarece mișcarea este caracterizată în raport cu un sistem de referință ales arbitrar, mișcarea are caracter relativ.
În acest sens, Galilei a formulat principiul relativității mișcării mecanice.
Să considerăm un călător aflat într-un vehicul care se deplasează rectiliniu și uniform.
Călătorul se poate găsi într-una din stările:
- în repaus, în raport cu sistemul de referință legat de vehicul;
- în mișcare rectilinie uniformă cu o viteză egală cu cea a vehiculului față de un sistem de referință legat de Pământ;
- în mișcare accelerată, în raport cu un sistem de referință legat de Soare, deoarece Pământul este în mișcare accelerată față de Soare.

Toate sistemele de referință ce se mișcă rectiliniu uniform se numesc sisteme de referință inerțiale.
În aceste sisteme de referință este valabil principiul inerției.

## Principiul al II-lea al mecanicii
Principiul al doilea al mecanicii a fost introdus sub forma:
Modificarea cantității de mișcare a unui corp este direct proporțională cu forța aplicată și are loc pe direcția pe care acționează forța.
Prin cantitate de mișcare Newton înțelegea ceea ce astăzi numim  impuls, adică mărimea vectorială egală cu produsul dintre masă și vectorul viteză.
{\displaystyle {\vec {p}}=m\cdot {\vec {v}}.}
Așadar, în termeni moderni, forța aplicată este derivata impulsului în raport cu timpul.
{\displaystyle {\vec {F}}\,=\,{\frac {d{\vec {p}}}{dt}}} sau folosind definiția impulsului {\displaystyle {\vec {F}}\,=\,{\frac {d(m{\vec {v}})}{dt}}}. 
Atunci când masa este constantă în timp avem {\displaystyle {\vec {F}}=m{\frac {d{\vec {v}}}{dt}}}, adică 
{\displaystyle {\vec {F}}=m{\vec {a}}}
adică o forță care acționează asupra unui corp îi imprimă acestuia o accelerație, proporțională cu forța și invers proporțională cu masa corpului.
Masa este o măsură a cantității de materie conținută în corp. 
Pornind de la impulsul mecanic al corpului, putem deduce forma cea mai completă a definiției forței pentru un corp de masă constantă.
Derivata impulsului mecanic în raport cu timpul este: 
{\displaystyle {\frac {d{\vec {p}}}{dt}}={\frac {d(m{\vec {v}})}{dt}}={\frac {dm}{dt}}{\vec {v}}+m{\frac {d{\vec {v}}}{dt}}.}

## Principiul al III-lea al mecanicii
Când un corp acționează asupra altui corp cu o forță (numită forță de acțiune), cel de-al doilea corp acționează și el asupra primului cu o forță (numită forță de reacțiune) de aceeași mărime și de aceeași direcție, dar de sens contrar.
Acest principiu este cunoscut și sub numele de Principiul acțiunii și reacțiunii.

## Principiul suprapunerii forțelor
Dacă mai multe forțe acționează în același timp asupra unui corp, fiecare va produce propria sa accelerație, accelerația rezultantă fiind suma vectorială a accelerațiilor individuale.
{\displaystyle \sum _{i=1}^{n}{\vec {F}}_{i}=m{\vec {a}}}